# 笠松川まつり
笠松川まつりは、毎年8月15日に岐阜県羽島郡笠松町で行われている祭りである。開催主体はかさまつまちづくりイベント実行委員会。

## 概要
- 元々は木曽川沿いの上堤町、下堤町、柳原町で行われていた水天宮の例祭である。明治時代になると、万灯流しと打ち上げ花火が行われるようになり、やがて主催も笠松商店街となった。
- 1990年代前半に郊外に出来た大型店舗によって商店街の衰退し、一時中止が検討されたが、笠松町の実行委員会の主催となり続けられている。現在、打ち上げ花火は、お祝いなどで個人が購入し、打ち上げてもらうモノが大半を占めている。
- 新型コロナウィルスの流行の影響で、2020年（令和2年）から2022年（令和4年）の開催が中止となった。2023年（令和5年）については、万灯流しや花火の船打ち上げが困難な事、警備費用の増大もあり、2023年6月に中止が発表された。2024年も問題点の解決が困難のため中止が決まり、新たなイベントとして「かさまつナイトバブルフェス」が開催が計画され[1]、2024年8月17日に開催された[2]。

## 開催場所
笠松町木曽川河畔にある、笠松みなと公園。最寄の公共交通機関は、かっては名鉄名古屋本線の東笠松駅であったが、2005年（平成17年）1月29日に廃止されてしまった。現在は名鉄名古屋本線の笠松駅、もしくは名鉄竹鼻線の西笠松駅が最寄駅となる。
駐車場は周辺にはあまり無いので注意。

## 開催概要
主な内容（変更される可能性もあるが、基本的には以下のとおり）
1. ステージイベント（笠松清流太鼓 等）
2. 打ち上げ花火
3. 万灯流し

打ち上げ花火は、打ち上げ数はやや少ないとはいえ、見ごたえあり。
2006年（平成18年）8月は、岐阜県の美濃飛騨合併130周年イベントのが行われた。